# Sougé (Indre)
Sougé ist eine französische Gemeinde mit 146 Einwohnern (Stand: 1. Januar 2022) im Département Indre in der Region Centre-Val de Loire; sie gehört zum Arrondissement Châteauroux und zum Kanton Buzançais. Die Einwohner werden Sogétiens genannt.

## Geografie
Sougé liegt etwa 28 Kilometer nordwestlich von Châteauroux. Umgeben wird Sougé von den Nachbargemeinden Frédille im Norden, Saint-Pierre-de-Lamps im Osten, Argy im Süden und Westen sowie Pellevoisin im Westen und Nordwesten.

## Bevölkerungsentwicklung
| Jahr                      | 1962 | 1968 | 1975 | 1982 | 1990 | 1999 | 2006 | 2012 |
| Einwohner                 | 280  | 211  | 216  | 181  | 170  | 161  | 167  | 149  |
| Quelle: Cassini und INSEE |      |      |      |      |      |      |      |      |

## Sehenswürdigkeiten

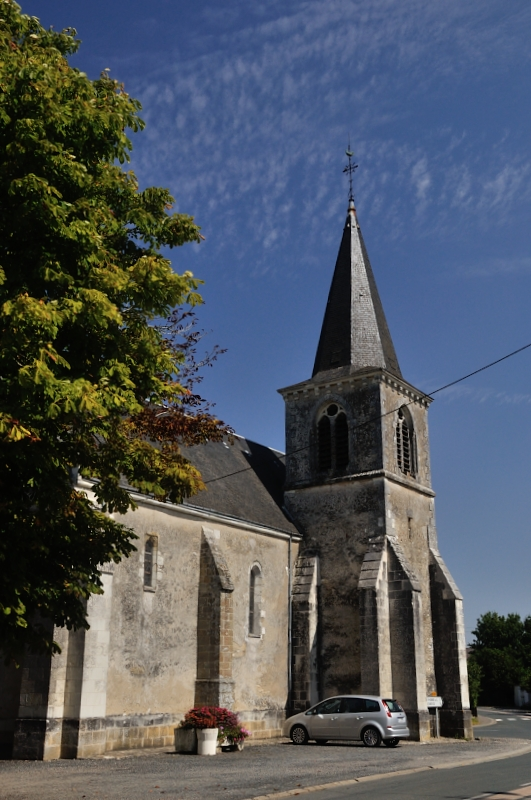
Kirche Saint-Hilaire

- Kirche Saint-Hilaire